# Muchajjam Amman al-Dżadid
Muchajjam Amman al-Dżadid (arab. ‏مخيم عمان الجديد‎, tłum. Nowy obóz w Ammanie), nazywany również Muchajjam al-Wehdat (‏مخيم الوحدات‎) – obóz uchodźców palestyńskich w Jordanii, położony w południowowschodnim Ammanie.
Został założony w 1955 roku i jest jednym z czterech pierwszych obozów dla uchodźców palestyńskich objętych opieką przez UNRWA na terenie Jordanii. Pozostałe to Muchajjam Dżabal al-Husajn, Muchajjam Irbid i Muchajjam az-Zarka.
W 2023 roku znajdowało się w nim 61 795 osób.
Jest miejscem założenia jordańskiego klubu Al-Wehdat Amman.